# Heaven and Hell (The Who)
"Heaven And Hell" is een nummer van de Britse rockband The Who.
Het is geschreven en gezongen door John Entwistle, de bassist en occasionele songwriter van de band. Het nummer werd door The Who live gespeeld tijdens concerten tussen 1968-1970 en was het openingsnummer van de Tommy-tours van de band. Bovendien werd het even van de plank gehaald voor de tournee van de band door het Verenigd Koninkrijk in 1975. Dit was een van de meest complexe nummers die The Who heeft opgevoerd, omdat Entwistles bas en Keith Moons drumwerk een enorme snelheid hebben. "Heaven and Hell" heeft verder een lange solo van de gitarist Pete Townshend.
Live-versies van het nummer zijn te beluisteren op platen als: Live at Leeds en Live at the Isle of Wight Festival 1970.
Een studioversie (die de band verafschuwde) van het nummer werd uitgegeven als B-kant van het nummer "Summertime Blues" uit 1970. De versie is ook te horen op het compilatiealbum Thirty Years of Maximum R&B. De reden waarom de studio-opname niet in de smaak viel bij de band was dat zij op deze manier niet de energie konden weerspiegelen die zij op het podium altijd hadden. Op John Entwhistles soloalbum Smash your head against the wall is nog een andere langzame studioversie van het nummer te horen.